# پریمو ولپی
پریمو ولپی (ایتالیایی: Primo Volpi; ۲۶ آوریل ۱۹۱۶ – ۲۸ نوامبر ۲۰۰۶) دوچرخه‌سوار اهل ایتالیا بود. وی در مسابقات تور دو فرانس شرکت کرده است.